# ریو ریتا (فیلم ۱۹۴۲)
ریو ریتا (انگلیسی: Rio Rita) فیلمی در ژانر کمدی به کارگردانی اس سیلوان سیمون محصول سال ۱۹۴۲ است.